# Богоявленский, Василий Игоревич
Васи́лий И́горевич Богоявленский (род. 17 февраля 1958 года) — геолог, специалист по геофизическим методам поисков и разведки месторождений полезных ископаемых, член-корреспондент РАН (2011). Заслуженный деятель науки Российской Федерации (2024).

## Биография
Родился 17 февраля 1958 года. Дед — Макаров Василий Тимофеевич был ректором Томского государственного университета в период с 1948 по 1954 годы.
В 1980 году — с отличием окончил Московский нефтяной институт имени Губкина, специальность «Геофизические методы поисков и разведки месторождений полезных ископаемых».
C 1986 по 1990 годы — заместитель заведующего кафедрой полевой геофизики МИНГ им. И. М. Губкина по науке.
С 1990 года по настоящее время — работает в Институте проблем нефти и газа Российской академии наук (ИПНГ РАН), где прошел путь от главного научного сотрудника до заместителя директора по науке.
С 2009 года — заведующий филиалом кафедры геологии РГУ нефти и газа имени И. М. Губкина в ИПНГ РАН, профессор.
В 1998—2008 годах — президент компании Petroleum Geo‐Services ASA (PGS, Норвегия) в России и СНГ.
В 1985 году — защитил кандидатскую, а в 1996 году — докторскую диссертацию.
В 2011 году — избран членом-корреспондентом РАН.

## Научная деятельность
Создал новые научные направления комплексирования сейсморазведки МПВ, МОВ-МПВ и околоскважинного профилирования в различных сейсмогеологических условиях Мирового океана и суши, включая Арктические и южные моря России и СНГ. Разработал теоретические основы, новые способы и программно-алгоритмическое обеспечение исследований анизотропии кинематических и динамических характеристик сейсмических волн, повышающие эффективность многомерной сейсморазведки и позволяющие выявлять и изучать трещиноватые коллекторы нефти и газа в различных комплексах пород для выбора направлений бурения горизонтальных скважин и вскрытия пластов-коллекторов. Исследовал перспективы нефтегазоносности ряда акваторий, включая шельфы Каспийского, Баренцева, Карского и других морей Арктики Восточного и Западного полушарий. На основе трехмерных сейсмогеологических моделей строения морского дна в Западной Арктике, созданных по сейсморазведочным и термобарическим данным, обосновал возможный фазовый состав углеводородных флюидов и выявил зоны их миграции по системам субвертикальных трещин. Неоднократно участвовал в экспедиционных научных исследованиях в Арктике и Мировом океане. Научно-технические разработки и атласы по региональной нефтегазоносности внедрены и используются в более чем 35 организациях и компаниях.
Автор более 400 научных работ, включая 18 авторских свидетельств, 19 монографий, Справочник «Сейсморазведка», 11 атласов региональной нефтегазоносности.
Участие в общественной жизни
Член Экспертного совета по Арктике и Антарктике при Совете Федерации Федерального Собрания РФ, член рабочей группы по вопросам экологической безопасности в Комиссии при Президенте РФ по вопросам стратегии развития топливно‐энергетического комплекса и экологической безопасности, член диссертационных советов ИПНГ РАН и РГУНГ им. И. М. Губкина, научно‐технических советов ОАО «Газпром» и ОАО «Росгеология», эксперт «Российского газового общества», член Русского географического общества и международных обществ ЕАГО, SEG и SPE, член редколлегий журналов «Бурение и нефть»,  и «Научного журнала Российского газового общества». Главный редактор журнала «Арктика: экология и экономика»

### Монографии
- Nothern and Middle Caspian Sea Region: Petroleum Geology Athlas (3 volumes) / Oslo, Norway, 2003
- Field Summary Sheets of the Northern and Middle Caspian Sea Region / Oslo, Norway, 2003
- Southern Caspain Sea Region: Petroleum Geology Atlas (6 volumes) / Oslo, Norway, 2001
- Атлас нефтегазовой геологии Нижне-Волжского региона (в двух томах на русском и английском языках) / Москва-Осло, 1999
- Lower Volga Region: Petroleum Geology Atlas (2 volumes) / Oslo, Norway, 1998
- Southern Dagestan: Petroleum Geology Atlas (Offshore/Onshore) (2 volumes) / Oslo, Norway, 1998
- Northern Kalmikiya Region: Petroleum Geology Atlas (5 volumes) / Oslo, Norway, 1997

## Награды
Почетный разведчик недр (с 2015 года)
- Заслуженный деятель науки Российской Федерации (13 июня 2024 года) — за заслуги в научной деятельности и многолетнюю добросовестную работу[3]
- Почётная грамота Президента Российской Федерации (5 февраля 2024 года) — за заслуги в развитии отечественной науки, многолетнюю плодотворную деятельность и в связи с 300-летием со дня основания Российской академии наук[4]
- Почётные грамоты Министерства природных ресурсов и экологии РФ (2011), Российской академии наук (2012) и Секретаря Совета безопасности РФ (2013)
- Лауреат премии ЦП НТО НГ имени И. М. Губкина за цикл работ по геологии и нефтегазоносности арктических морей России (2012)